# Ebberg (Ardey)
Der Ebberg ist eine Erhebung im Ardeygebirge zwischen Schwerte-Westhofen im Süden und Dortmund-Buchholz im Norden. Auf dem Ebberg gibt es seit 1928 ein Naturfreundehaus.

## Bergbau auf dem Ebberg

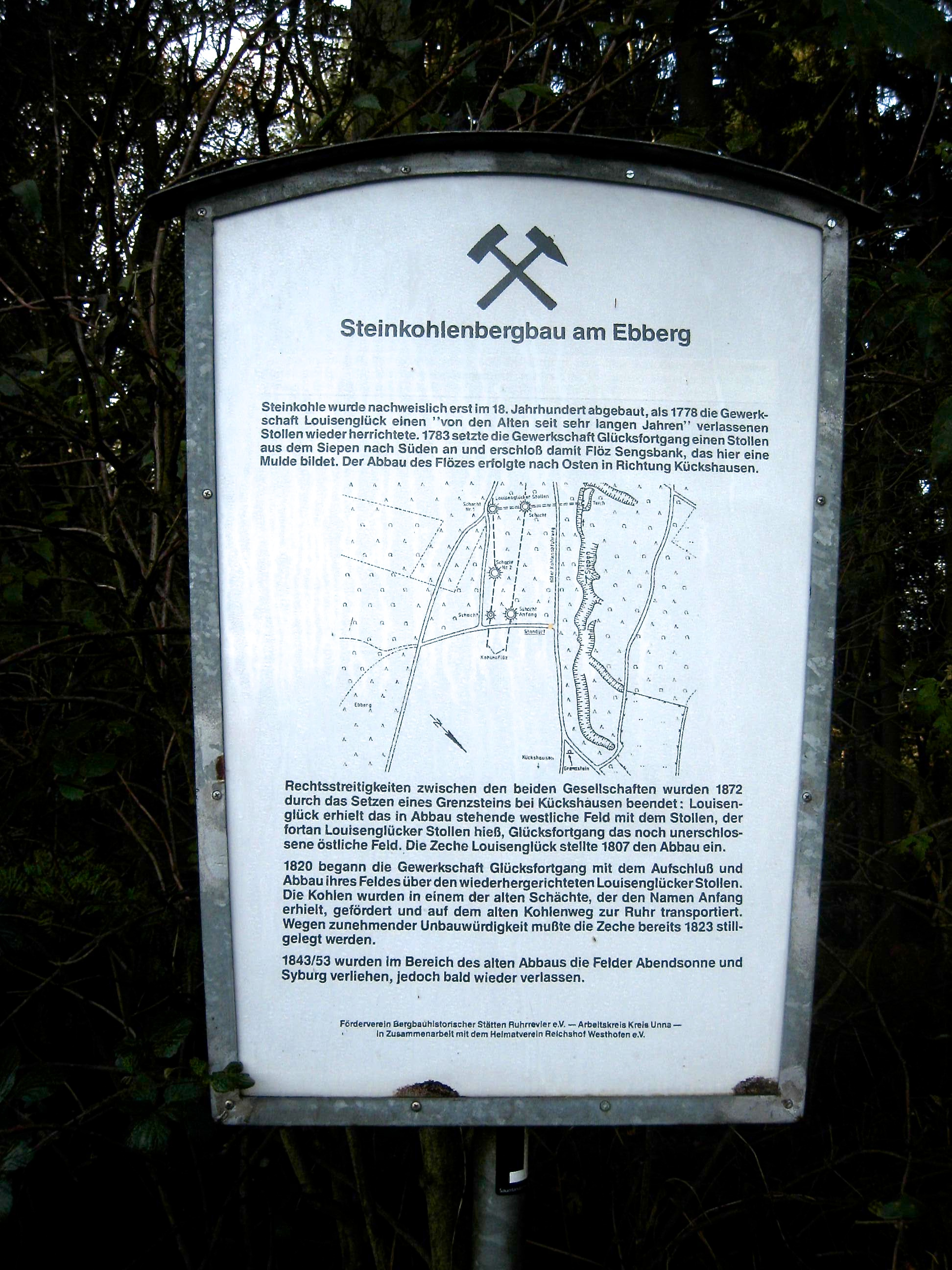
Informationstafel zum Steinkohlebergbau auf dem Ebberg

Bergbau auf dem Ebberg ist seit 1778 verbürgt. Zu dieser Zeit wurde ein alter Stollen von der Gewerkschaft Louisenglück reaktiviert. 1783 erschloss die Bergbaugesellschaft Gewerkschaft Glücksfortgang das Flöz Sengsbank. Der Abbau dieses Flözes erfolgte nach Osten in Richtung Kückshausen. Zwischen beiden Gesellschaften kam es zu Streitigkeiten bezüglich der Abbaurechte. Die Zeche Louisenglück stellte 1807 den Abbau ein.
1820 begann die Zeche Glücksfortgang mit dem Kohleabbau. Die geförderten Kohlen wurden auf einem noch heute vorhandenen steinernen Kohlenweg zur Ruhr verbracht. Bereits 1823 wurde die Zeche aufgrund Unbauwürdigkeit eingestellt.

## Das Naturfreundehaus
1928 errichtete der Touristenverein Die Naturfreunde auf dem Ebberg ein Naturfreundehaus. Rund um das Haus wurde eine Wiese anlegt auf der Besucher zelten konnten. Nach der Gebühr für das Zelten heißt diese Wiese bis heute Fünfzigpfennigwiese.
Heute ist das ganzjährige bewirtschaftete Naturfreundehaus Tagungshaus und Ökostation. Doch auch Einzelreisende können in dem unmittelbar am Westfalenwanderweg und Ruhrtalradweg gelegenen Haus übernachten.

## Naturschutzgebiet Ebberg
Seit 1979 gibt es am Ebberg ein Naturschutzgebiet. Dieses Schutzgebiet wurde rund um einen ehemaligen Steinbruch, in dem Ruhrsandstein für den Eisenbahnbau abgebaut wurde, als Amphibienbiotop eingerichtet. 1998 wurde das Gebiet um einen Eichen-Hainbuchenwald und eine Mischwaldfläche erweitert.
Heute hat das Naturschutzgebiet eine Größe von 18,6 Hektar.
Siehe auch: Hauptseite Naturschutzgebiet Ebberg

## Galerie

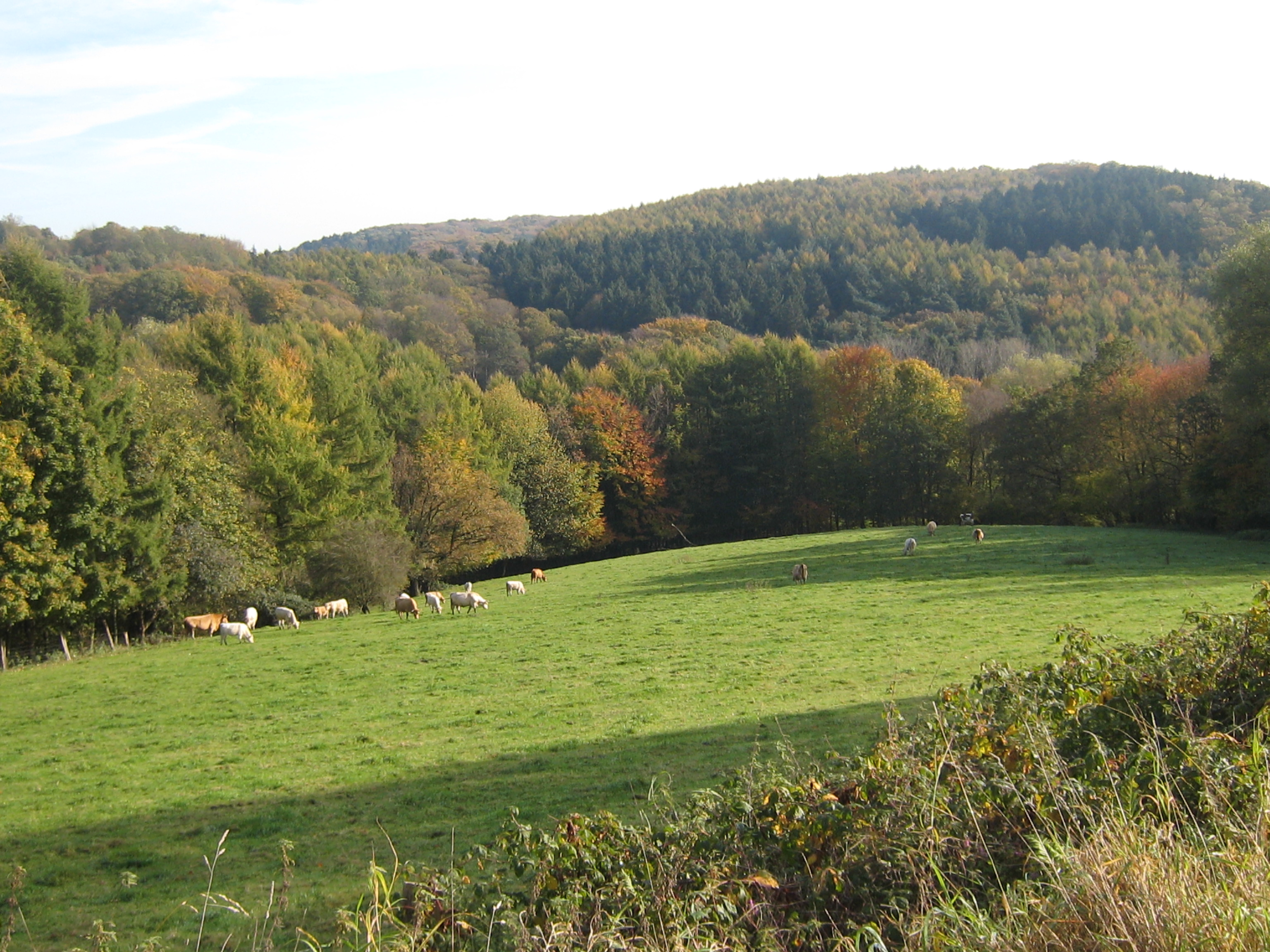
Blick auf den Ebberg
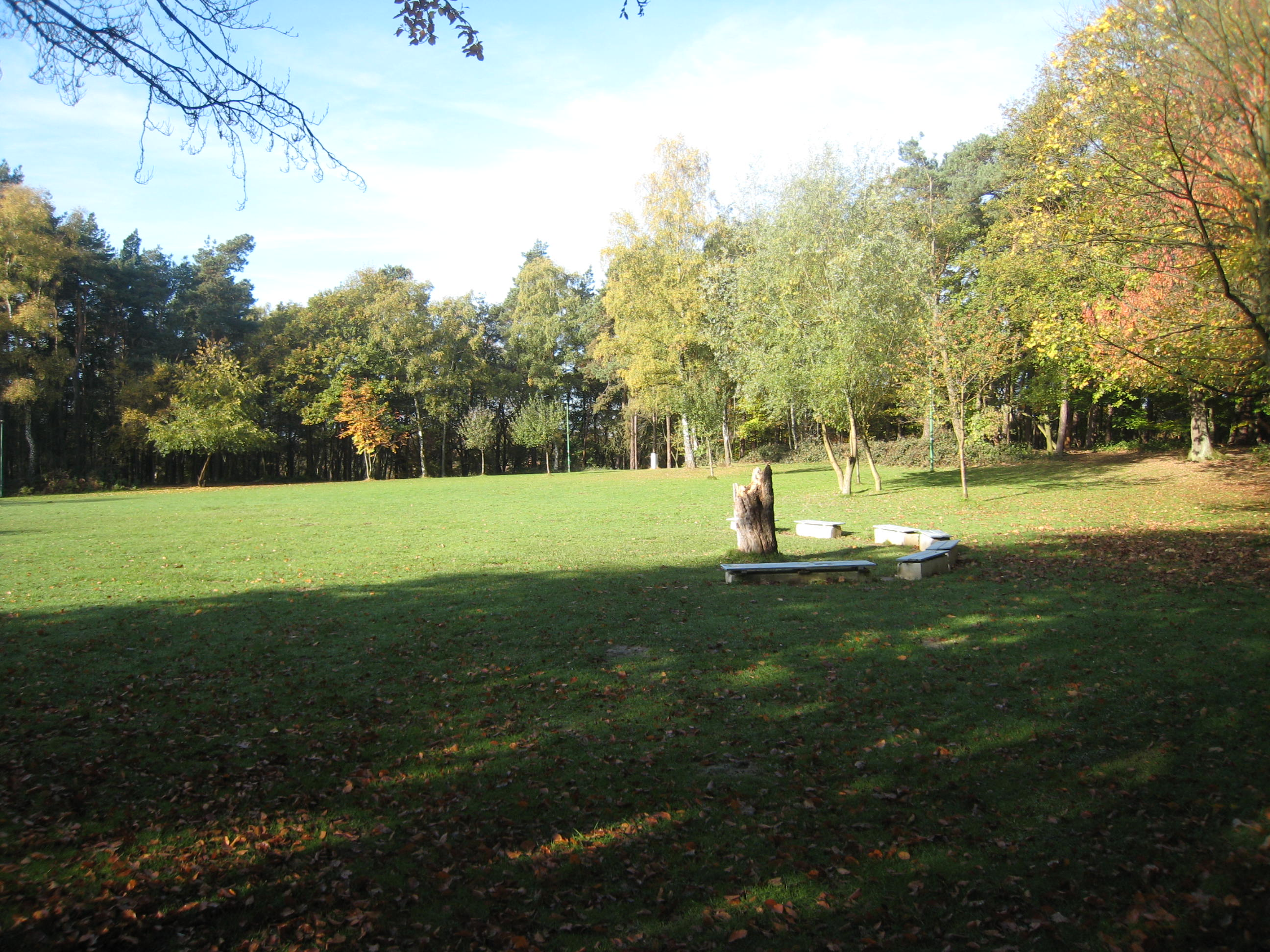
Fünfzigpfennigwiese am Naturfreundehaus auf dem Ebberg
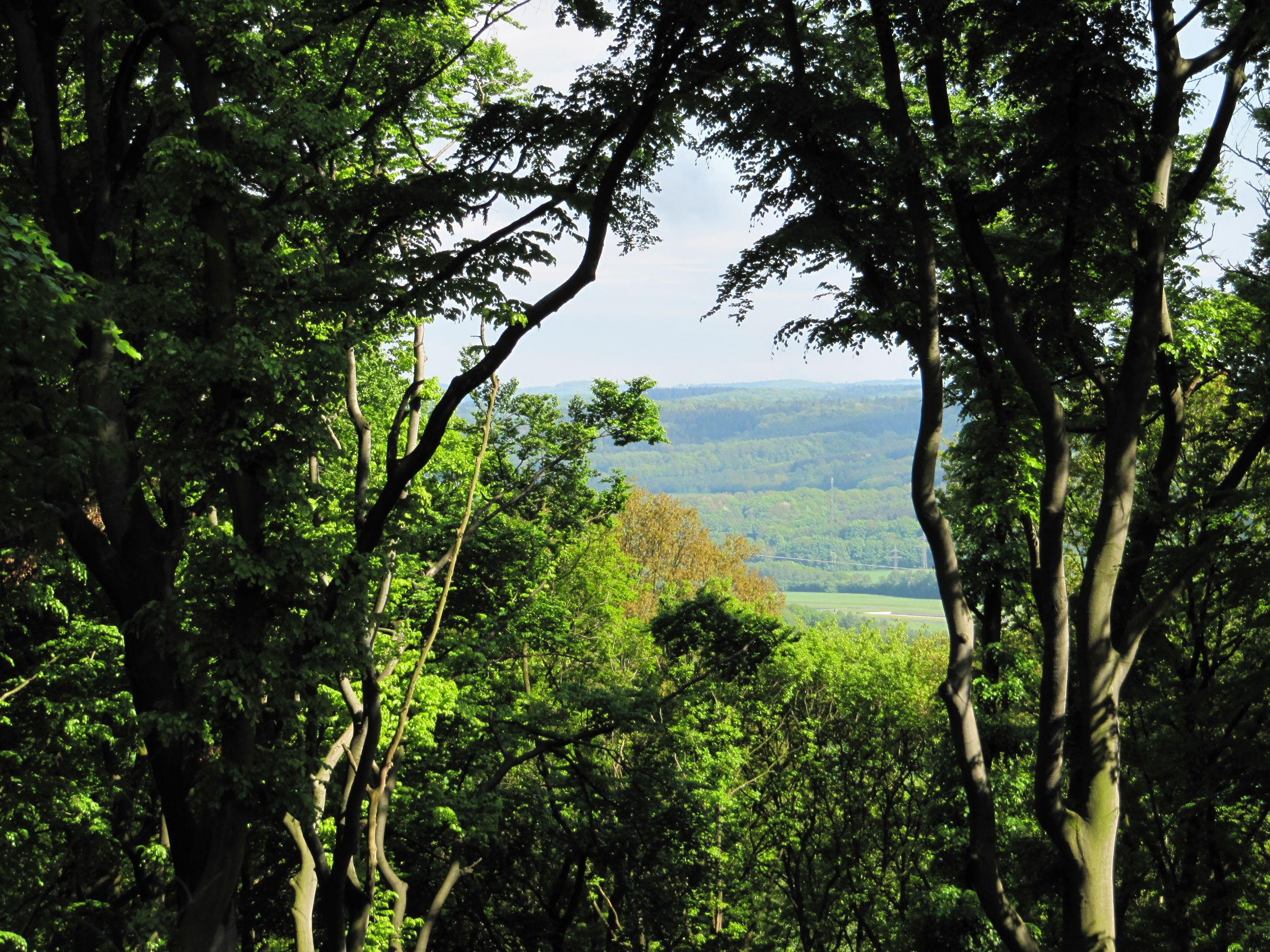
Ebberg – Blick vom Naturfreundehaus über die A1 in das Tal